# Барська міська рада
Ба́рська міська́ ра́да — орган місцевого самоврядування Барської міської громади в Жмеринському районі Вінницької області. Адміністративний центр — місто Бар.

## Загальні відомості
- Територія ради: 765,508 км²
- Населення ради: 48 860 осіб (станом на 2021 рік)[1]

Територією ради протікає річка Рів.

## Населені пункти
Міській раді підпорядковані населені пункти, що увійшли до складу Барської міської територіальної громади, утвореної 12 червня 2020 року у складі м. Бара та Антонівської, Балківської, Войнашівської, Гаївської, Гермаківської, Гулівської, Маньківціівської, Журавлівської, Івановецької, Комаровецької, Кузьминецької, Луко-Барської, Мальчовецької, Матейківської, Мигалівецької, Митківської, Підлісноялтушківської, Терешківської, Ходацької, Чемериської, Ялтушківської сільських рад колишнього Барського району.

## Склад ради
Рада складається з 34 депутатів та голови.
- Голова ради: Саволюк Володимир Васильович
- Секретар ради: Мельник Ірина Василівна

### Керівний склад попередніх скликань
| Прізвище, ім'я, по батькові   | Основні відомості                                               | Дата обрання | Дата закінчення повноважень |
| ----------------------------- | --------------------------------------------------------------- | ------------ | --------------------------- |
| Цицюрський Артур Анатолійович | Міський голова, 1968 року народження, безпартійний              | 25.10.2015   | 25.11.2020                  |
| Дзісь Олексій Іванович        | Міський голова, 1964 року народження, освіта вища, безпартійний | 31.10.2010   | 25.10.2015                  |
| Козак Олександр Дмитрович     | Міський голова, 1966 року народження, безпартійний              | 26.03.2006   | 31.10.2010                  |

Примітка: таблиця складена за даними сайту Верховної Ради України

### Депутати попередніх скликань
За результатами місцевих виборів 2010 року депутатами ради стали:

#### За суб'єктами висування
| Суб'єкт висування                                       | Кількість обраних депутатів | %    |
| ------------------------------------------------------- | --------------------------- | ---- |
| Політична партія Всеукраїнське об'єднання «Батьківщина» | 10                          | 33,3 |
| Партія регіонів                                         | 7                           | 23,3 |
| Народна партія                                          | 5                           | 16,7 |
| Політична партія «Фронт Змін»                           | 4                           | 13,3 |
| Єдиний Центр                                            | 1                           | 3,3  |
| Політична партія Народний Рух України                   | 1                           | 3,3  |
| Соціалістична партія України                            | 1                           | 3,3  |
| Українська республіканська партія                       | 1                           | 3,3  |

#### За округами
| № округу                                                | Прізвище, ім'я, по батькові         | Дата визнання обраним | Освіта             | Партійна приналежність                        | Відомості про обраного депутата                                                       |
| ------------------------------------------------------- | ----------------------------------- | --------------------- | ------------------ | --------------------------------------------- | ------------------------------------------------------------------------------------- |
| Єдиний Центр                                            |                                     |                       |                    |                                               |                                                                                       |
| 1                                                       | Кальман Олексій Васильович          | 08.11.2010            | вища               | член Єдиного Центру                           | КЗ "спорткомплекс «Колос», директор                                                   |
| Народна Партія                                          |                                     |                       |                    |                                               |                                                                                       |
| б/м                                                     | Кушнір Петро Васильович             | 08.11.2010            | вища               | член Народної партії                          | ВАТ «БМП-1», голова правління                                                         |
| б/м                                                     | Домбровський Сергій Йосипович       | 08.11.2010            | вища               | член Народної партії                          | ТОВ «Альтаїр», директор                                                               |
| б/м                                                     | Душкевич Віталій Григорович         | 08.11.2010            | вища               | член Народної партії                          | Барська ЦРЛ, завідувач терапевтичного відділення                                      |
| 9                                                       | Хода Євгеній Григорович             | 08.11.2010            | вища               | член Народної партії                          | ВАТ «Барський машзавод», перший заступник голови правління                            |
| 11                                                      | Собчишен Анатолій Михайлович        | 08.11.2010            | вища               | член Народної партії                          | ВП «Бархліп» ПАК «Концерн Хлібпром», заступник директора                              |
| Партія регіонів                                         |                                     |                       |                    |                                               |                                                                                       |
| б/м                                                     | Нівельська Ореста Ярославівна       | 08.11.2010            | вища               | позапартійна                                  | Мигалівецька сільська рада, секретар                                                  |
| б/м                                                     | Мартинович Ніна Феофанівна          | 08.11.2010            | вища               | член Партії регіонів                          | пенсіонер                                                                             |
| б/м                                                     | Ставнюк Ігор Миколайович            | 08.11.2010            | вища               | член Партії регіонів                          | районна рада, керуючий справами                                                       |
| б/м                                                     | Гегамян Армен Вагіканович           | 08.11.2010            | вища               | член Партії регіонів                          | приватний підприємець                                                                 |
| 2                                                       | Загорулько Людмила Іванівна         | 08.11.2010            | вища               | позапартійна                                  | Барський АДТ, викладач                                                                |
| 5                                                       | Кобиль Анатолій Павлович            | 08.11.2010            | вища               | позапартійний                                 | Барський УВП УТОС, директор                                                           |
| 12                                                      | Кирилюк Любов Олексіївна            | 08.11.2010            | вища               | позапартійна                                  | Барська РБ, директор                                                                  |
| Політична партія Всеукраїнське об'єднання «Батьківщина» |                                     |                       |                    |                                               |                                                                                       |
| б/м                                                     | Левицький Сергій Миколайович        | 08.11.2010            | вища               | член Всеукраїнського об'єднання «Батьківщина» | рада Асоціації «Юридичний центр правової допомоги», голова ради                       |
| б/м                                                     | Савосіна Світлана Юріївна           | 08.11.2010            | вища               | член Всеукраїнського об'єднання «Батьківщина» | приватний підприємець                                                                 |
| б/м                                                     | Педос Ганна Василівна               | 08.11.2010            | вища               | член Всеукраїнського об'єднання «Батьківщина» | пенсіонер                                                                             |
| б/м                                                     | Юр'єв Олександр Сергійович          | 08.11.2010            | вища               | член Всеукраїнського об'єднання «Батьківщина» | Барське відділення Вінницького обласного бюро судово-медичної експертизи, завідувач   |
| б/м                                                     | Грицишен Володимир Васильович       | 08.11.2010            | середня спеціальна | член Всеукраїнського об'єднання «Батьківщина» | Ялтушківська медична амбулаторія ЗПСМ, фельдшер                                       |
| 6                                                       | Степанківський Микола Олександрович | 08.11.2010            | вища               | член Всеукраїнського об'єднання «Батьківщина» | тимчасово не працює                                                                   |
| 8                                                       | Терлецький Анатолій Петрович        | 08.11.2010            | вища               | член Всеукраїнського об'єднання «Батьківщина» | Барський комбінат комунальне підприємство, заступник начальника                       |
| 10                                                      | Телятніков Сергій Юрійович          | 08.11.2010            | вища               | член Всеукраїнського об'єднання «Батьківщина» | тимчасово не працює                                                                   |
| 14                                                      | Демченко Олена Петрівна             | 08.11.2010            | вища               | член Всеукраїнського об'єднання «Батьківщина» | Глухівський національний педагогічний університет ім. О. Довженка, доцент             |
| 15                                                      | Шостаківський Олексій Петрович      | 08.11.2010            | вища               | член Всеукраїнського об'єднання «Батьківщина» | Держ. Управління охорони навколишнього середовища, завідувач сектором правової роботи |
| Політична партія Народний Рух України                   |                                     |                       |                    |                                               |                                                                                       |
| 3                                                       | Цицюрський Леонід Леонідович        | 08.11.2010            | вища               | член Народного Руху України                   | загальноосвітня школа № 4, вчитель                                                    |
| Політична партія «Фронт Змін»                           |                                     |                       |                    |                                               |                                                                                       |
| б/м                                                     | Щепковський Віктор Миколайович      | 08.11.2010            | вища               | член Політичної партії «Фронт Змін»           | приватний підприємець                                                                 |
| б/м                                                     | Кондратюк Ігор Михайлович           | 08.11.2010            | вища               | член Політичної партії «Фронт Змін»           | районний центр зайнятості, директор                                                   |
| б/м                                                     | Савчук Юрій Іванович                | 08.11.2010            | вища               | член Політичної партії «Фронт Змін»           | Барський ККП, інженер-електрик                                                        |
| 4                                                       | Мандрика Микола Іванович            | 08.11.2010            | вища               | член Політичної партії «Фронт Змін»           | Барська РДА, начальник відділу орг. роботи                                            |
| Соціалістична партія України                            |                                     |                       |                    |                                               |                                                                                       |
| 7                                                       | Ловчинський Анатолій Артурович      | 08.11.2010            | вища               | позапартійний                                 | загальноосвітня школа № 4, вчитель                                                    |
| Українська республіканська партія                       |                                     |                       |                    |                                               |                                                                                       |
| 13                                                      | Досій Сергій Віталійович            | 08.11.2010            | вища               | позапартійний                                 | тимчасово не працює                                                                   |